# Trichodontidae
Famille
Les Trichodontidae sont une famille de poissons de l'ordre des Perciformes. Ils sont présents dans le nord de l'océan Pacifique.

## Liste des genres
Selon World Register of Marine Species (18 mars 2024) :
- Arctoscopus Jordan & Evermann, 1896
- Trichodon Tilesius, 1813

## Systématique
Le nom valide complet (avec auteur) de ce taxon est Trichodontidae Bleeker, 1859.